# Osztrák udvari kancellária
Az osztrák udvari kancellária (latinul: Cancellaria Aulica Austriaca, németül: österreichische Hofkanzlei, csehül: rakouská dvorská kancelář) a Habsburg Birodalom ill. az Osztrák Császárság egyik uralkodói igazgatási hivatala volt, amely az osztrák örökös tartományok (Erblände) ügyeit intézte, a korai újkortól kezdve. Az erősen rendi jellegű, tartományi érdekeket erőteljesen képviselő hivatal a 18. századtól fokozatosan konfliktusba került a felvilágosult abszolutizmus központosító reformjaival. Többször át- és visszaalakították, de egészen 1848-ig fenn tudott maradni.

## Története
Az uralkodói kancellária előfutárai I. Miksa főherceg titkári (szekretáriusi) irodája volt, ahol jogászok és íródeákok dolgozták fel és rendszerezték a hivatalos iratokat, és Ausztria főhercegének a tartományok igazgatásával összefüggő rendelkezéseit, leveleit. Ezt az „iratközpontot” folyamatosan fejlesztették, bővítették. 1526-ben, amikor Miksa unokája, I. Ferdinánd főherceg megszerezte a magyar és a cseh királyi koronát is, az osztrák tartományok igazgatási ügyeivel foglalkozó irodát önálló (főhercegi) kancelláriusi hivatallá szervezték. Ugyanezekben az években hozták létre a magyar udvari kancelláriát és a cseh udvari kancelláriát is, a Habsburgok újonnan szerzett tartományainak irányítására, az uralkodói feladatok gyakorlására, a helyi birtokügyek rendezésére, kinevezések engedélyezésére. 1559-ben az osztrák kancelláriát egyesítették a Német-római Birodalom császári udvari kancelláriájával (Reichshofkanzlei). Ezután az ausztriai Habsburg-tartományok ügyeit a közös kancellária intézte.

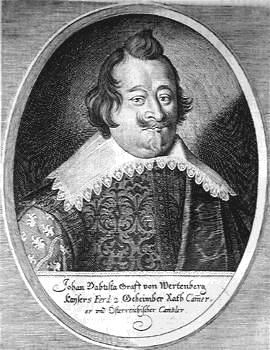
Johann Baptist Verda von Verdenberg, az osztrák tartományok első önálló udvari kancellárja

A cseh rendek 1618-as felkelésének leverése után a Habsburgok Csehországot megfosztották addigi különálló státusától, és (Morvaországhoz hasonlóan) besorolták saját örökös tartományaik közé. 1620 után II. Ferdinánd császár közigazgatási változtatásokat vezetett be, hogy ausztriai tartományainak egységét megszilárdítsa. 1620-ban az osztrák udvari kancelláriának ismét önálló státust adtak. Ezzel szemben a német-római birodalmi udvari tanácstól (Reichshofrat) elvonták az osztrák (ausztriai) tartományok ügyeinek intézésére vonatkozó hatásköröket. Az első kinevezett ausztriai udvari tanácsnok Johann Baptist Verda von Verdenberg lett.
Az osztrák udvari kancellária volt illetékes az Enns folyón inneni és túli Ausztria (a mai Alsó- és Felső-Ausztria), valamint Belső-Ausztria (a későbbi Stájerország, Karintia, Krajna és Tengermellék), végül a Tiroli Grófság ügyeiért. Tulajdonképpen Habsburg-tartományok német nyelvű részeinek központi igazgatási és pénzügyi hatóságaként funkcionált, de betöltötte a legfelső bíróság szerepét is. A 16. századtól kezdve működő osztrák, magyar és cseh udvari kancelláriák mellé, a Habsburg Birodalom katonai terjeszkedése nyomán további tartományi királyi kancelláriákat szerveztek, így a 17. század végén a törökök visszaszorítása után Erdély, a 18. század elején (a spanyol örökösödési háború után) Osztrák-Németalföld, majd a 19. század elején (a bécsi kongresszus után) az Osztrák Észak-Itália (a Lombard–Velencei Királyság) uralkodói kancelláriáját is. Mindegyik udvari  kancellária élén egy-egy udvari kancellár (Hofkanzler) állt, aki automatikusan tagja lett az uralkodói titkos tanácsnak (Geheimer Rat) is, ennek révén erős politikai befolyásra tehetett szert.
1654-ben az osztrák udvari kamarát kollégiumi rendszerben működő hatósággá – azaz az illetékes jogkörrel felruházott személyek tanácskozó és döntéshozó testületévé – szervezték át, és ekkor elvonták tőle a pénzügyi és katonai hatásköröket. I. József császár idején, 1705-től az osztrák udvari kancelláriát két részlegre (ügyosztályra) bontották, az egyik a politikai, a másik a jogi ügyeket kezelte. Ennek megfelelően 1705-től kezdve a két ügyosztály élére két kancellárt neveztek ki.

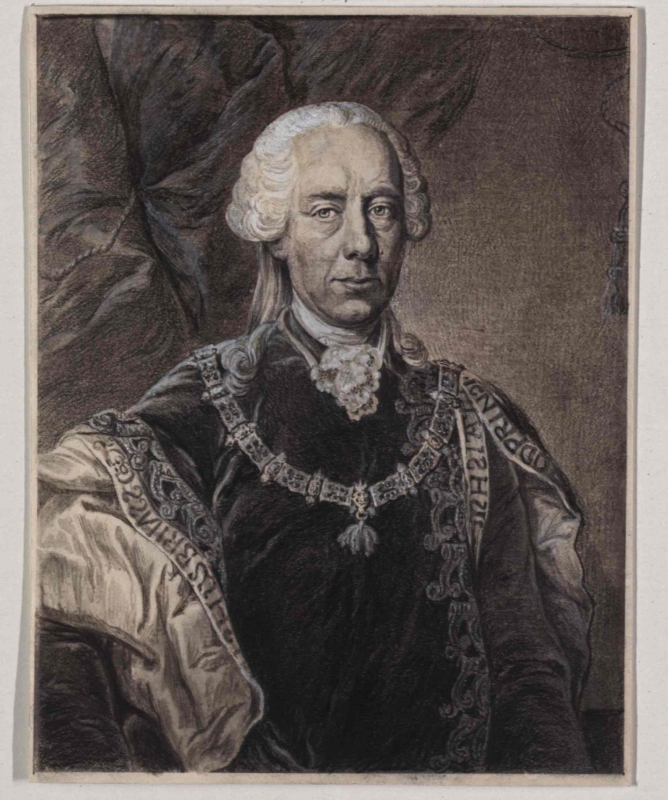
Friedrich Wilhelm von Haugwitz, Ausztria főkancellárja (1763)

Mária Terézia, Ausztria uralkodó főhercegnője uralkodási idejében (1740-től) az udvari kancellária illetékességi köreit erősen megnyirbálták. Igen fontos hatáskörök – elsősorban a külpolitika ügyei – átkerültek az udvari kancelláriától az államkancellár hivatalához (Staatskanzlei). 1749-ben további ügyköröket irányítottak át az újonnan megszervezett központi államigazgatási hivatalhoz, a „Directorium in publicis et cameralibus”-hoz, melynek élén a reformista Friedrich Wilhelm von Haugwitz gróf állt. 1753-tól Haugwitz átvette az osztrák és a cseh udvari kamara vezetését. 1761-ben az osztrák és a cseh kamarákat egyesítették egyetlen császári-királyi cseh-osztrák udvari kancelláriává (k.k. vereinigte böhmisch-österreichische Hofkanzlei), amely gyakorlatilag már a két országrész közös és egységes belügyminisztériumának felelt meg. Haugwitz reformjai az udvari kancelláriák rendi politikai jellege ellen irányultak. A kancelláriák a saját tartományi kormányzatuk erősen partikuláris, rendi érdekeit képviselték, míg Haugwitz központosított és egységes államkormányzásra, a rendi befolyás kiküszöbölésére törekedett. A hétéves háború után a „Directorium”-ot megszüntették, Haugwitz gróf az újonnan szervezett államtanácsban (Staatsrat) kapott helyet, mint a belső ügyek államminisztere (mai szóval belügyminiszter).
A reformokat folytatni próbáló II. József császár idején, 1782-ben az (egyesített cseh-osztrák) udvari kancelláriát beolvasztották egy új „egyesített udvari hivatalba” (Vereinigte Hofstelle), de ezt II. Lipót császár már 1791-ben feloszlatta.
Ferenc császár uralkodása idején, 1797-ben a közös cseh-osztrák udvari kancelláriát ismét két önálló kancelláriára bontották szét, de 1802-ben a kancellária-rendszert egészében újjászervezték, és ismét létrehozták az egyesített udvari kancelláriát (vereinigte Hofkanzlei), mely egészen az 1848–49-es forradalmakig állt fenn. Az 1849-et követő neoabszolutista birodalmi közigazgatási átalakítás keretében az udvari kancelláriákat megszüntették, illetékességi köreit az újonnan alakított császári-királyi Belügyminisztérium (k.k. Innenministerium) vette át.

## A kancellária bécsi palotája

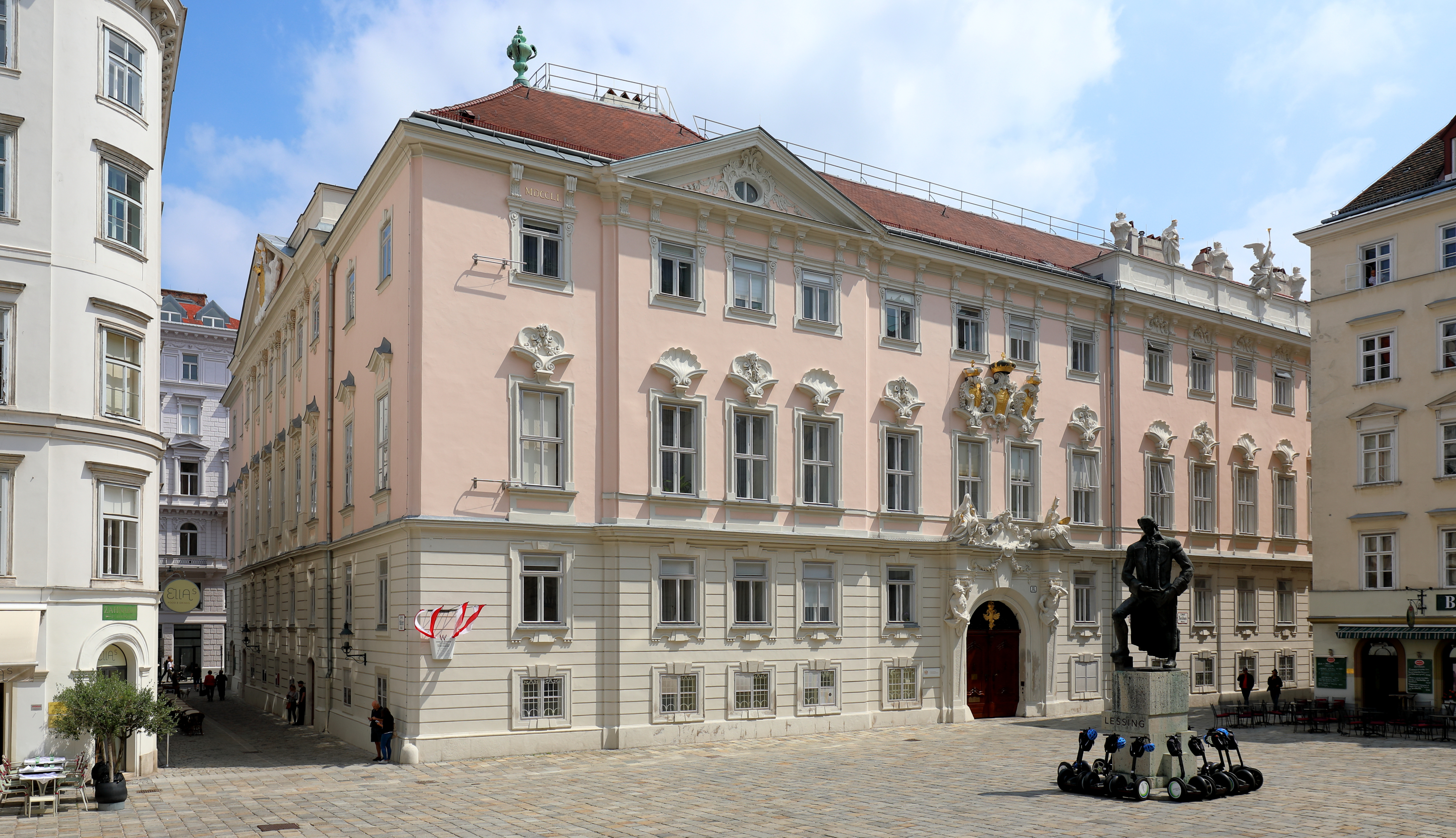
A cseh udvari kancellária bécsi palotájának a Judenplatzra néző homlokzata

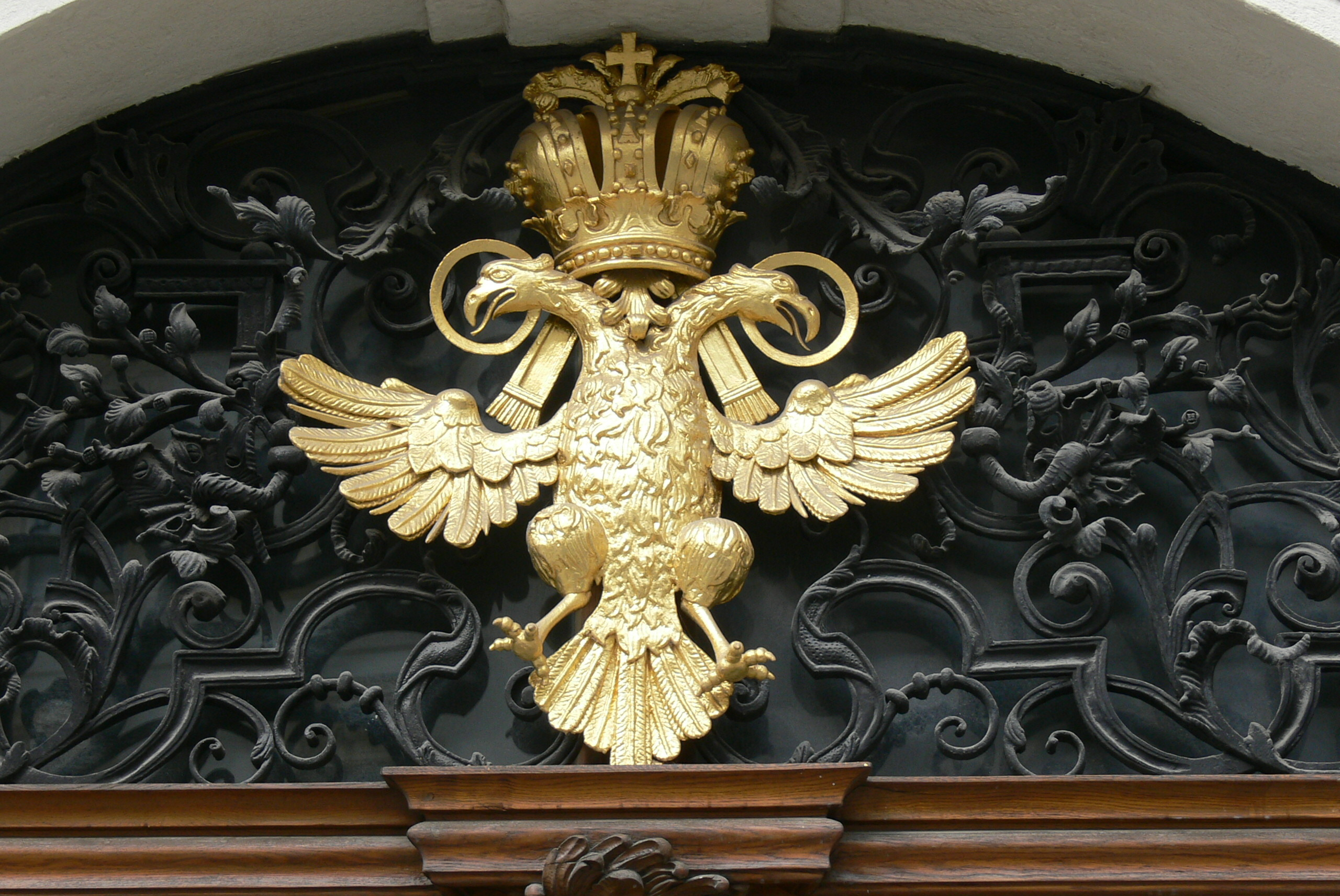
Az osztrák kétfejű sasos címer az egyik főbejárat fölött

Az osztrák udvari kancelláriát 1749-ben beköltöztették a cseh udvari kancellária bécsi palotájába, melyet Johann Bernhard Fischer von Erlach műépítész tervezett és épített fel 1704–1715 között a Wipplingerstraßén. Az így előállt helyszűke miatt ezt a régi palotát 1751–1754 között Matthias Gerl műépítész vezetésével jelentősen kibővítették, az épület (nagyjából) ekkor nyerte el mai formáját. A homlokzatra – a Cseh Királyság címere, a koronás oroszlán mellé – felkerült a Ausztria címere, a kétfejű sas is. A két udvari kamara, a cseh és az osztrák különböző szervezeti formákban egészen 1848–49-ig ebben a palotában működött. 1936-tól a palota az osztrák Legfelső Bíróság, 1946-tól az Alkotmánybíróság székháza volt, 2012 óta az osztrák Közigazgatási Bíróság (Verwaltungsgerichtshof) otthona.

## A kancellária vezetői
Ausztriai udvari kancellárok (Hofkanzler) 1527–1742 között, 1620-ig a birodalmi udvari kancellária alárendeltségében álltak birodalmi alkancellárként (Reichsvizekanzler), 1620-tól osztrák udvari főkancellárok (Oberster Hofkanzler), 1742-ig a külügyekben is illetékesek voltak:
- 1527 : Leonhard von Harrach(wd) báró
- 1528–1539 : Bernhard von Cles(wd) (Bernardo Clesio) bíboros, Trient hercegérseke
- 1539–1544 : Georg Gienger von Rotteneck(wd) jogászdoktor (egyben birodalmi alkancellár)
- 1544–1558 : Jakob (von) Jonas(wd) jogászdoktor (egyben birodalmi alkancellár)
- 1558–1563 : Georg Sigmund Seld(wd) jogászdoktor (1551–1563 között birodalmi alkancellár is)
- 1563–1577 : Johann Baptist Weber jogászdoktor (egyben birodalmi alkancellár)
- 1577–1587 : Siegmund Vieheuser(wd) (vagy Viehäuser) jogászdoktor (egyben birodalmi alkancellár)
- 1587–1594 : Jacob Kurz von Senftenau(wd) (Jacob Curtius) jogászdoktor (egyben birodalmi alkancellár)
- 1594–1597 : Johann Wolf Freymann von Oberhausen (egyben birodalmi alkancellár)
- 1597–1606 : Rudolf Coradutz jogászdoktor (egyben birodalmi alkancellár)
- 1606–1612 : Leopold von Stralendorf(wd), 1607-től birodalmi alkancellár is
- 1612–1620 : Hans Ludwig von Ulm(wd) báró, 1627-ig birodalmi alkancellár, 1622-től báró
- 1620–1637 : Johann Baptist Verda von Verdenberg(wd) (1623-tól báró, 1630-tól gróf)
- 1637–1656 : Johann Mathias Prücklmayer(wd) (vagy (Prickhelmayer) jogászdoktor, 1647-től Goldegg bárója
- 1656–1665 : Johann (Hans) Joachim von Sinzendorf(wd) gróf
- 1667–1683 : Johann Paul von Hocher(wd), 1667-től Hohengran (Hohenkrän) bárója
- 1683–1693 : Theodor Althet (Heinrich) von Strattmann báró (1685-tól gróf)
- 1694–1705 : Julius Friedrich Bucellini gróf
- 1705–1715 : Johann Friedrich von Seilern(wd) báró (1713-tól gróf), a Pragmatica sanctio kidolgozója
- 1715–1742 : Philipp Ludwig von Sinzendorf gróf, bíboros, Breslau hercegpüspöke.

## Kapcsolódó információk
- Az Osztrák Kancellária. multunk.com. (Hozzáférés: 2019. augusztus 22.)[halott link]
- A Directorium in publicis et cameralibus. multunk.com. (Hozzáférés: 2019. augusztus 22.)[halott link]
- A Cseh-osztrák Udvari Kancellária. multunk.com. (Hozzáférés: 2019. augusztus 22.)[halott link]